# Andrews County
Das Andrews County ist ein County im Bundesstaat Texas der Vereinigten Staaten. Das U.S. Census Bureau hat bei der Volkszählung 2020 eine Einwohnerzahl von 18.610 ermittelt. Der Sitz der County-Verwaltung (County Seat) befindet sich in Andrews, welche nach Richard Andrews benannt wurde, dem ersten texanischen Soldaten, der im Texanischen Unabhängigkeitskrieg starb. Das County gehört zu den Dry Countys, was bedeutet, dass der Verkauf von Alkohol eingeschränkt oder verboten ist.

## Geographie
Das County liegt im mittleren Westen von Texas, an der Grenze zu New Mexico und hat eine Fläche von 3888 Quadratkilometern, wovon 1 Quadratkilometer Wasserfläche ist. Es grenzt im Uhrzeigersinn an folgende Countys: Gaines County, Dawson County, Martin County, Midland County, Ector County und Winkler County. Das Gelände ist hügelig und weist Höhen von 900 bis 1050 m auf.

## Geschichte
Spuren erster Besiedlungen dieses Gebiets weisen auf 6000 bis 4000 v. Chr. zurück. Vor der Besiedlung durch weiße Siedler wurde es von Comanchen und Apachen bevölkert. Andrews County wurde am 21. August 1876 aus Teilen des Bexar County gebildet. Benannt wurde es nach Richard Andrews (1814–1835), einem Held der texanischen Revolution. Er wurde 1835 bei der Schlacht von Concepción als erster Texaner im Verlauf der Revolution getötet. Die abschließende Organisation der Verwaltung erfolgte im Jahr 1910.
Die Besiedlung des County begann zu Anfang nur schleppend. So lebten 1890 erst 24 und 1900 nur 78 Personen hier. Erst um 1910 stieg die Bevölkerungszahl merklich an. Erste Erdölfunde um 1925 ließ die Einwohnerzahl weiter ansteigen. Ein Boom, wie in Osttexas blieb aber aus, da die Vorkommen zu gering waren.
Ein Ort ist im National Register of Historic Places (NRHP) eingetragen (Stand 18. September 2018), die Andrews Lake Sites.

## Demografische Daten
Nach der Volkszählung im Jahr 2000 lebten im Andrews County 13.004 Menschen in 4.601 Haushalten und 3.519 Familien. Die Bevölkerungsdichte betrug 3 Einwohner pro Quadratkilometer. Ethnisch betrachtet setzte sich die Bevölkerung zusammen aus 77,08 Prozent Weißen, 1,65 Prozent Afroamerikanern, 0,88 Prozent amerikanischen Ureinwohnern, 0,71 Prozent Asiaten, 0,02 Prozent Bewohnern aus dem pazifischen Inselraum und 16,79 Prozent aus anderen ethnischen Gruppen; 2,87 Prozent stammten von zwei oder mehr Ethnien ab. 40,0 Prozent der Einwohner waren spanischer oder lateinamerikanischer Abstammung.
Von den 4.601 Haushalten hatten 40,7 Prozent Kinder oder Jugendliche, die mit ihnen zusammen lebten. 63,7 Prozent waren verheiratete, zusammenlebende Paare, 9,5 Prozent waren allein erziehende Mütter und 23,5 Prozent waren keine Familien. 21,8 Prozent waren Singlehaushalte und in 10,0 Prozent lebten Menschen im Alter von 65 Jahren oder darüber. Die durchschnittliche Haushaltsgröße betrug 2,81 und die durchschnittliche Familiengröße betrug 3,29 Personen.
31,5 Prozent der Bevölkerung war unter 18 Jahre alt, 8,1 Prozent zwischen 18 und 24, 27,3 Prozent zwischen 25 und 44, 20,5 Prozent zwischen 45 und 64 und 12,5 Prozent waren 65 Jahre alt oder älter. Das Medianalter betrug 34 Jahre. Auf 100 weibliche Personen kamen 96,3 männliche Personen und auf 100 Frauen im Alter von 18 Jahren oder darüber kamen 91,2 Männer.
Das jährliche Durchschnittseinkommen eines Haushalts betrug 34.036 USD, das Durchschnittseinkommen einer Familie betrug 37.017 USD. Männer hatten ein Durchschnittseinkommen von 33.223 USD, Frauen 21.846 USD. Das Prokopfeinkommen betrug 15.916 USD. 13,9 Prozent der Familien und 16,4 Prozent der Einwohner lebten unterhalb der Armutsgrenze.

## Orte im County
- Andrews
- McKinney Acres